# Mohyliv-Podilskyj rajon
Mohyliv-Podilskyj rajon (ukrainsk: Могилів-Подільський район, tr. Mohyliv-Podilskyj rajon) er en af 6 rajoner (distrikt) i Vinnytsja oblast i Ukraine, hvor Mohyliv-Podilskyj rajon er beliggende i den sydvestlige del af oblastet omkring byen Mohyliv-Podilskyj.
Rajonen har et areal på 3.220 km2
og et indbyggertal på 139.828 (2022) indbyggere. Det administrative centrum er byen Mohyliv-Podilskyj.